# Daniel Klewer
Daniel Klewer est un footballeur allemand né le 4 mars 1977 à Rostock en Allemagne.
Il est actuellement entraineur des jeunes gardiens du 1.FC Nuremberg.

## Carrière

### Joueur
- 1997 - 2004 : FC Hansa Rostock  Allemagne
- 2004 - 2011 : FC Nuremberg  Allemagne

### Entraîneur
- 2009 - actuellement : FC Nuremberg -19  Allemagne (Coach des Gardiens)

## Palmarès
- 1.FC Nuremberg
  - Vainqueur de la Coupe d'Allemagne en 2007.